# 牛虻 (电影)
电影《牛虻》（英語：The Gadfly)，是一部根据小说《牛虻》所拍攝的电影，由前苏联拍摄。因政治原因，本片部分内容在中国上映期间曾有删减。

## 简介
五十年代，对于在中国内地的中国人来说最具影响力的一本书，却是在西方并不广为人知的一部小说——《牛虻》。
这本书1897年在英国出版后，被译成俄文，激励了无数的俄国革命者。后来，《牛虻》又多次被搬上苏联银幕，并在五十年代与中国观众见面。
《牛虻》对于这一带青年人具有无穷的魅力，尽管在未来的动荡岁月中，他们对牛虻的理解经历了重大的变化。

## 剧情
故事发生在意大利，亚瑟(Arthur)是个充满理想的神学院学生。他最信赖的导师蒙泰内里（Cardinal Montanelli）主教，即将离开神学院去罗马任职。亚瑟热恋着琼玛（Gemma ），两个年轻人一同加入了地下革命组织。亚瑟在向另一位神父忏悔的时候，无意中泄露了组织的秘密，这位神父却告发了亚瑟，革命者被捕入狱。亚瑟被教会出卖后，接着又遭到新的打击，他发现自己最信赖的神父，竟是他的生父。亚瑟留下一封假遗书，离开意大利去世界各地流浪。多年之后，当他归来时，已经是另外一个人，他叫——“牛虻”。
牛虻，一个离经叛道，面带伤疤的瘸子。他严峻的外表掩盖着炙热的激情。他的宗教信仰已经幻灭，他的革命信念更加坚定。
可是很不幸，牛虻最终被捕枪杀，他的亲生父亲非常痛苦。他的战友们仍将继续战斗着。